# Chemikaliengesetz (Deutschland)
Das Chemikaliengesetz (ChemG) ist ein Gesetz zum Schutz vor gefährlichen Stoffen im Bereich der Bundesrepublik Deutschland. Es gehört grundlegend zum Chemikalienrecht und wurde vom Deutschen Bundestag am 25. Juni 1980 von allen Fraktionen übereinstimmend „als ein erster Schritt zum Schutz von Mensch und Umwelt“ verabschiedet.
| In Verordnungen und Technische Regeln für Gefahrstoffe werden die genauen Einzelheiten der Schutzmaßnahmen festgelegt. Im ChemG werden viele EG-Richtlinien in das deutsche Recht umgesetzt. Insbesondere werden Regelungen begleitend zur REACH-Verordnung im ChemG umgesetzt. |

## Inhalt
Das Chemikaliengesetz definiert in § 3 und § 3a folgende Begriffe:
- Stoffe,
- gefährliche Stoffe,
- umweltgefährliche Stoffe,
- Alte Stoffe, inzwischen wegen der REACH-Verordnung gestrichen
- Neue Stoffe, inzwischen wegen der REACH-Verordnung gestrichen
- Polymer, inzwischen wegen der REACH-Verordnung gestrichen
- Zubereitungen,
- Erzeugnisse,
- Einstufung,
- Gemische,
- Hersteller,
- Einführer,
- Inverkehrbringen,
- Verwenden,
- Wissenschaftliche Forschung und Entwicklung, inzwischen wegen der REACH-Verordnung gestrichen (vgl. aber § 3b ChemG)
- Verfahrensorientierte Forschung und Entwicklung, inzwischen wegen der REACH-Verordnung gestrichen (vgl. aber § 3b ChemG)

Ergänzende Begriffsbestimmungen sind in der REACH-Verordnung zu finden.
Die Kenntnis dieser Begriffe spielt für die Gefahreneinstufung und für die Anmeldepflicht neuer chemischer Stoffe eine wichtige Rolle. In der EU besteht nämlich für chemische Stoffe eine Anmelde- und Zulassungspflicht. Das heißt, dass chemische Stoffe nur hergestellt, eingeführt, verwendet usw. werden dürfen, wenn sie in besonderen Listen enthalten sind:
- ELINCS = European List of Notified Chemical Substances (neue Stoffe),
- EINECS = European Inventory of Existing Chemical Substances (alte Stoffe),
- NLP = No-longer-polymers.

Ist ein Stoff nicht in diesen Listen enthalten, ist er nicht ausreichend geprüft und/oder es liegen keine ausreichenden empirischen Daten vor. Das Gleiche gilt auch für die Einzelbestandteile von Zubereitungen. Der neue Stoff muss dann angemeldet werden und durchläuft eine Reihe recht aufwändiger Prüfungen, z. B. toxikologische Tests usw.
Es gibt Erleichterungen bei geringen Mengen bzw. bei ausschließlicher Verwendung im Bereich der Forschung und Entwicklung.
In verschiedenen anderen Ländern (z. B. USA: TSCA-Liste), bestehen ähnliche Regelungen (Chemikalien-Registrierung).
Das Informationssystem für Sicherheitsdatenblätter (ISi) wurde im Chemikaliengesetz als Bestandteil der Mitteilungspflicht für gefährliche Gemische integriert. Für die ISi-Datenbank kooperieren der Verband der Chemischen Industrie (VCI) und das Institut für Arbeitsschutz der Deutschen Gesetzlichen Unfallversicherung (IFA). Die Datenbank erlaubt staatlichen Dienststellen mit Überwachungsaufgaben, Notrufinstitutionen und den gesetzlichen Unfallversicherungsträgern einen Zugriff auf Sicherheitsdatenblätter zu chemischen Produkten. Die Zahl der aktuellen und archivierten Sicherheitsdatenblätter liegt bei über 5,5 Millionen.

## Benennung der Stoffe
Um die Vielzahl der chemischen Stoffe verhältnismäßig eindeutig voneinander zu unterscheiden, wird oftmals die so genannte CAS-Nr. verwendet. CAS steht für „Chemical Abstracts Service“. Dieser Dienst ist eine Abteilung der American Chemical Society und stellt unter anderem den Registrierungsdienst für chemische Stoffe (Registry) zur Verfügung. Dieser Dienst führt derzeit über 21 Millionen Einzelstoffen, Stoffgruppen und Produkten Beschreibungen in seinen Datenbanken, die alle jeweils eine eigene CAS-Registry-No. (CAS-Nr.) besitzen.

## Nebenstrafrecht
Strafrechtlich relevante Verstöße finden sich als Tatbestände in den §§ 27–27c ChemG.

## Verordnungen zum Chemikaliengesetz
- Biozidrechts-Durchführungsverordnung
- Chemikalien-Klimaschutzverordnung
- Chemikalien-Ozonschichtverordnung
- Chemikalien-Sanktionsverordnung
- Chemikalien-Verbotsverordnung
- Gefahrstoffverordnung
- Lösemittelhaltige Farben- und Lack-Verordnung